# Progressiv-konservative Partei Kanadas
Die progressiv-konservative Partei Kanadas (englisch Progressive Conservative Party of Canada, französisch Parti progressiste-conservateur du Canada) war eine konservative politische Partei in Kanada, die von 1942 bis 2003 existierte. Sie ging aus der von John Macdonald, dem ersten Premierminister Kanadas, gegründeten ersten Konservativen Partei hervor und integrierte Teile der aufgelösten zentristischen Progressiven Partei.
Die Partei vertrat in wirtschaftlichen Fragen Mitte-rechts-Positionen, während sie bei gesellschaftspolitischen Themen eher im Zentrum des politischen Spektrums stand. Aus Reihen der Progressiv-Konservativen, deren Mitglieder umgangssprachlich Tories genannt wurden, stammen vier Premierminister, die das Land während insgesamt 16 Jahren regierten. Eine länger andauernde Regierungszeit blieb der Partei hauptsächlich deshalb verwehrt, weil sie in der französischsprachigen Provinz Québec meist nur geringen Zuspruch fand.
Unter Brian Mulroney errangen die Progressiv-Konservativen letztmals mehr als die Hälfte aller Wählerstimmen, doch eine kontroverse Innenpolitik führte 1993 zu einer verheerenden Wahlniederlage. Von diesem Rückschlag konnte sich die Partei nicht mehr erholen. Schließlich fusionierte sie Ende 2003 mit der Kanadischen Allianz zur neuen Konservativen Partei.

## Ideologie
Die Ideologie der progressiv-konservativen Partei war im Allgemeinen mitte-rechts orientiert. Darüber hinaus ähnelte der kanadische Konservatismus eher jenem in Großbritannien als jenem in den USA. Wie ihre liberalen Rivalen, definierte sich die Partei als eine Art „großes Zelt“. Ihre Mitglieder hatten vielfältige Ansichten und unterstützten relativ locker definierte Ziele. Die Progressiv-Konservativen waren häufig von Flügelkämpfen betroffen. Der Faktionalismus hatte seinen Ursprung in der Tatsache, dass die Partei unterschiedlichste politische Gruppierungen integrieren musste, um mehr Wählerstimmen als die Liberalen zu erzielen. Diese Gruppierungen bildeten üblicherweise halbautonome Blöcke innerhalb der Partei, z. B. Québecer Nationalisten oder westkanadische Reformer.
Der Kern der Partei bestand darüber hinaus aus zwei Kerngruppen, den „Red Tories“ und den „Blue Tories“. Die zahlreicher vertretenen „Red Tories“ neigten zum traditionellen Konservatismus im Sinne von Benjamin Disraeli, mit Betonung liberaler Werte im gesellschaftlich-sozialen Fragen, aber mit konservativer Ausrichtung der Wirtschaftspolitik (Bevorzugung von Protektionismus gegenüber Freihandel). „Blue Tories“ hingegen galten in der Gesellschafts- und Sozialpolitik als konservativer und befürworteten vor dem Zweiten Weltkrieg den klassischen Liberalismus im Wirtschaftsbereich. Ab Mitte der 1960er Jahre neigte diese Gruppe zunehmend zum Wirtschaftsliberalismus der amerikanischen Republikaner und zum britischen Thatcherismus.

## Geschichte

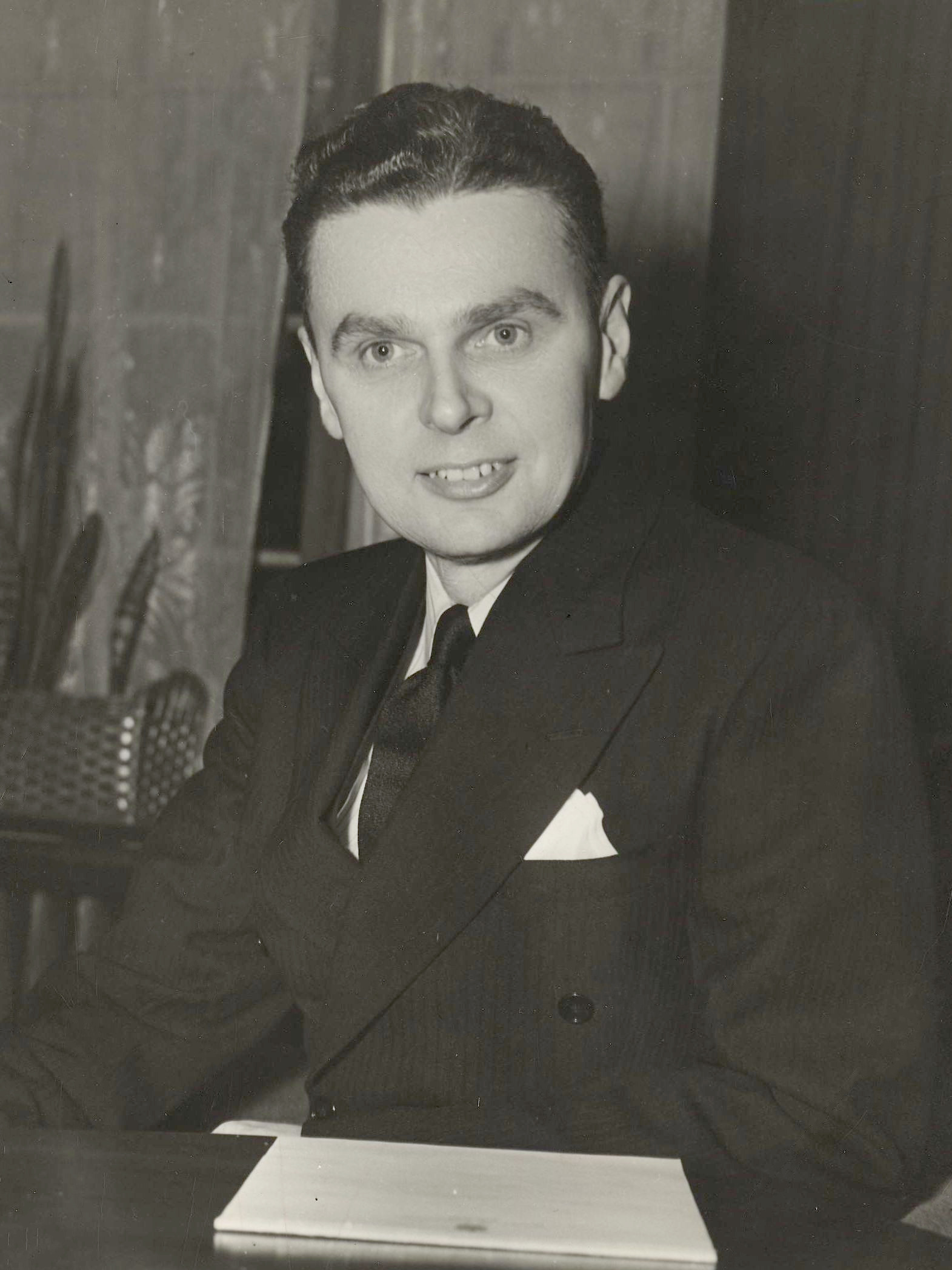
John Diefenbaker

1935 hatten die Konservativen eine schwere Wahlniederlage erlitten und schnitten auch 1940 ähnlich schlecht ab. Die Partei war führungsschwach und befand sich finanziell in einer schwierigen Lage. Hinzu kam die Niederlage des Parteivorsitzenden Arthur Meighen bei einer Nachwahl. Allgemein wurde erwartet, die kanadische Politik werde sich nach Ende des Zweiten Weltkriegs eher nach links bewegen. Aus diesem Grund versuchten die Konservativen, in der Mitte des politischen Spektrums Fuß zu fassen. Im Dezember 1942 wählten sie John Bracken von der Progressive Party of Manitoba zu ihrem neuen Vorsitzenden. Bracken integrierte die übrigen Provinz-Ableger der Progressiven Partei und setzte die Umbenennung in progressiv-konservative Partei durch.
Nach einer langen Periode liberaler Dominanz errangen die Progressiv-Konservativen 1958 unter John Diefenbaker einen überwältigenden Wahlsieg. Sie gewannen fast alle Sitze in Westkanada, die Mehrheit in Ontario und – mit Unterstützung der Union nationale – erstmals auch eine beachtliche Anzahl in Québec. Nachdem Diefenbaker die Stationierung amerikanischer Atomwaffen auf kanadischem Boden verweigert hatte, brach die Regierung 1962 auseinander. Die Progressiv-Konservativen verlor im darauf folgenden Jahr die Wahl und die Liberalen kehrten an die Macht zurück. Die zunehmende Unzufriedenheit mit seiner reaktionär empfundenen Politik, seinem autoritären Führungsstil und der Unwählbarkeit vor allem in Québec führten schließlich 1967 zu seiner Abwahl.
Robert Stanfield, der ehemalige Premierminister von Nova Scotia und neuer Parteipräsident, erkannte die Notwendigkeit, das Vertrauen der Frankophonen zurückzugewinnen. Die Progressiv-Konservativen begannen auch, sich von der merkantilistischen Wirtschaftspolitik wegzubewegen und einen neoliberalen Kurs einzuschlagen. Stanfield gelang es jedoch nicht, seine Partei zu einem Wahlsieg zu verhelfen. Die Minderheitsregierung seines Nachfolgers Joe Clark hielt nur während neun Monaten.

Brian Mulroney

Dem aus Québec stammenden Brian Mulroney gelang 1984 ein überwältigender Wahlsieg mit einer absoluten Mehrheit der Sitze in allen Provinzen. Unter dem Eindruck der Reaganomics in den USA befürworteten die Progressiv-Konservativen nun den Freihandel mit den USA, was sie in den Jahrzehnten zuvor stets abgelehnt hatten. Trotz des neoliberalen Kurses in der Wirtschaftspolitik blieb die Partei ihrem sozial-progressiven Kurs treu. Um die Nationalisten in Québec zufriedenzustellen, versprach Mulroney Änderungen in der Verfassung, die eine größere Autonomie garantieren sollten.
Verschiedene Faktoren (vor allem wirtschaftlicher Natur) führten zum Zusammenbruch der Partei. Kanada erlebte die schlimmste Rezession seit dem Zweiten Weltkrieg, die Arbeitslosigkeit war auf dem höchsten Stand seit der Weltwirtschaftskrise, die Regierung hatte einen gewaltigen Schuldenberg angehäuft, hatte die unbeliebte Mehrwertsteuer eingeführt und war stark korruptionsanfällig geworden. Hinzu kam, dass die Quebecer Nationalisten ihre Unterstützung nach dem Scheitern des Meech Lake Accord und des Charlottetown Accord einstellten. Ein dritter Faktor war die zunehmende Entfremdung der westkanadischen Provinzen, die sich wegen der zu starken Fokussierung auf die Bedürfnisse Québecs vernachlässigt fühlten.
Mulroneys Nachfolgerin Kim Campbell führte die Progressiv-Konservativen 1993 zur schwersten Niederlage einer Regierungspartei auf Bundesebene in der Geschichte Kanadas. Die Partei verlor nicht nur die absolute Mehrheit, sondern sank mit nur gerade zwei gewonnenen Sitzen fast zur Bedeutungslosigkeit ab. Die Wählerbasis im Westen hatte sich fast geschlossen der Reformpartei zugewandt, in Québec teilten sich die Liberalen und der aus dissidenten Progressiv-Konservativen gebildete Bloc Québécois die Sitze unter sich auf, während die Wähler in Ontario und die Atlantischen Provinzen sich den Liberalen zuwandten. Jedes Regierungsmitglied verlor seinen Sitz, außer Jean Charest, der zum neuen Parteivorsitzenden gewählt wurde. Zwar erlebte die Partei unter Charest einen Wiederaufschwung, doch gewann sie nie mehr als 20 Sitze.

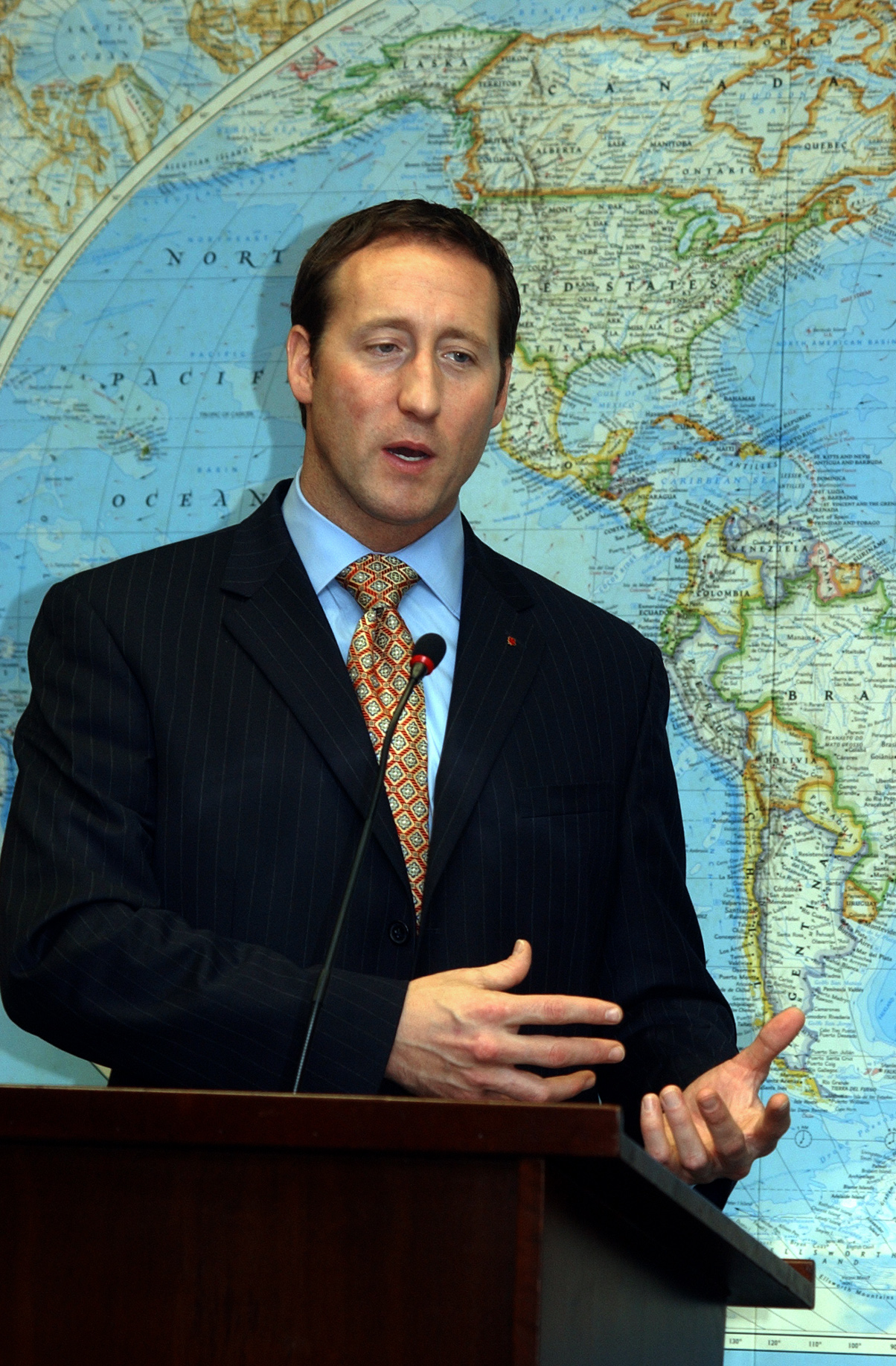
Peter MacKay

Charest trat 1998 zurück, um den Vorsitz der Parti libéral du Québec zu übernehmen. Während der nächsten fünf Jahre war der ehemalige Premierminister Joe Clark zum zweiten Mal Vorsitzender der Progressiv-Konservativen. Stephen Harper, Vorsitzender der im Jahr 2000 aus der Reformpartei hervorgegangenen Kanadischen Allianz schlug vor, die Zersplitterung der konservativen Kräfte Kanadas zu überwinden und eine neue Partei zu gründen. Da er befürchtete, diese würde sich zu weit rechts positionieren, lehnte Clark diesen Vorschlag ab und trat als Vorsitzender zurück. Sein Nachfolger Peter MacKay hingegen führte Geheimverhandlungen mit Harper. Am 15. Oktober 2003 gab er die bevorstehende Fusion bekannt. Die Delegierten beider Parteien nahmen diese an. Am 7. Dezember 2003 wurde die Progressiv-Konservative Partei offiziell aufgelöst und ging in der neuen Konservativen Partei auf.
Vier Abgeordnete des Unterhauses, darunter Joe Clark und Scott Brison, weigerten sich, der neuen Partei beizutreten und betrachteten sich weiterhin als Progressiv-Konservative. Inzwischen haben sie ihr Mandat aufgegeben oder sind den Liberalen beigetreten. Im Senat war die Partei zuletzt durch zwei Abgeordnete vertreten, obwohl sie offiziell eigentlich gar nicht mehr existierte. Diese seltsame Konstellation dauerte bis Dezember 2020 an, als die langjährige Senatorin der Partei, Elaine McCoy aus Alberta, verstarb.

## Wahlergebnisse
Ergebnisse bei den Wahlen zum Unterhaus:
| Wahl | Sitze total | Kandi- daten | Gew. Sitze | Stimmen   | Anteil  |
| ---- | ----------- | ------------ | ---------- | --------- | ------- |
| 1945 | 245         | 203          | 66         | 1.448.744 | 27,62 % |
| 1949 | 262         | 249          | 41         | 1.734.261 | 29,65 % |
| 1953 | 265         | 248          | 51         | 1.749.579 | 31,02 % |
| 1957 | 265         | 256          | 111        | 2.564.732 | 38,81 % |
| 1958 | 265         | 265          | 208        | 3.908.633 | 53,66 % |
| 1962 | 265         | 265          | 116        | 2.865.542 | 37,22 % |
| 1963 | 265         | 265          | 95         | 2.582.322 | 32,72 % |
| 1965 | 265         | 265          | 97         | 2.500.113 | 32,41 % |
| 1968 | 265         | 262          | 72         | 2.548.949 | 31,36 % |
| 1972 | 264         | 264          | 107        | 3.338.980 | 35,02 % |
| 1974 | 264         | 264          | 95         | 3.371.319 | 35,46 % |
| 1979 | 282         | 282          | 136        | 4.111.606 | 35,89 % |
| 1980 | 282         | 282          | 103        | 3.552.994 | 32,49 % |
| 1984 | 282         | 282          | 211        | 6.278.818 | 50,03 % |
| 1988 | 295         | 295          | 169        | 5.667.543 | 43,02 % |
| 1993 | 295         | 295          | 2          | 2.186.422 | 16,04 % |
| 1997 | 301         | 301          | 20         | 2.446.705 | 18,84 % |
| 2000 | 301         | 291          | 12         | 1.566.998 | 12,19 % |

## Parteivorsitzende
| Name             | Vorsitz                                     | Premierminister                    |
| ---------------- | ------------------------------------------- | ---------------------------------- |
| John Bracken     | 11. Dezember 1942 – 20. Juli 1948           |                                    |
| George Drew      | 2. Oktober 1948 – 29. November 1956         |                                    |
| John Diefenbaker | 14. Dezember 1956 – 9. September 1967       | 21. Juni 1957 – 22. April 1963     |
| Robert Stanfield | 9. September 1967 – 22. Februar 1976        |                                    |
| Joe Clark        | 22. Februar 1976 – 19. Februar 1983         | 4. Juni 1979 – 3. März 1980        |
| Erik Nielsen     | 19. Februar 1983 – 11. Juni 1983 (interim)  |                                    |
| Brian Mulroney   | 11. Juni 1983 – 13. Juni 1993               | 17. September 1984 – 25. Juni 1993 |
| Kim Campbell     | 13. Juni 1993 – 14. Dezember 1993           | 25. Juni 1993 – 4. November 1993   |
| Jean Charest     | 14. Dezember 1993 – 2. April 1998           |                                    |
| Elsie Wayne      | 2. April 1998 – 14. November 1998 (interim) |                                    |
| Joe Clark        | 14. November 1998 – 31. Mai 2003            |                                    |
| Peter MacKay     | 31. Mai 2003 – 7. Dezember 2003             |                                    |